# Cristián Contreras Molina
Cristián Contreras Molina OdeM (ur. 8 listopada 1946 w Santiago) – chilijski duchowny rzymskokatolicki, w latach 2002-2018 biskup San Felipe.

## Życiorys
W 1965 wstąpił do Zakonu NMP Miłosierdzia dla Odkupienia Niewolników i rok później złożył w nim profesję czasową, zaś 21 września 1973 śluby wieczyste. 12 października 1974 przyjął święcenia kapłańskie i rozpoczął pracę w parafiach zakonnych (m.in. w Calamie i San Felipe. W 1985 został rektorem kolegium zakonnego w Santiago, zaś w 1990 powierzono mu funkcje kapelana żandarmerii i krajowego kapelana więziennego.
11 czerwca 1992 papież Jan Paweł II mianował go prałatem terytorialnym Calamy. Sakry biskupiej udzielił mu 5 lipca tegoż roku abp Carlos Oviedo Cavada.
19 lipca 2002 został prekonizowany biskupem San Felipe.

## Kontrowersje
21 września 2018 papież Franciszek przyjął jego dymisję złożoną ze względu na oskarżenia o popełnienie przestępstw przeciw moralności publicznej i nietykalności seksualnej.